# 마크 24 핵폭탄
마크 24 핵폭탄(Mark 24 nuclear bomb)는 Mk17 수소폭탄의 개량형이다. Mk17과 동일한 외형이라서 Mk17과 구분하기 어렵다.
Mk17과 다른점은 견고한 전약시설물을 직접 때리면서 폭발하는 기능인 직격파괴기능이 Mk24에는 없다는 점이다.

## 폭발
비키니 환초에서 실시되었던 Castle Yankee 실험에서 Runt I(Mk17의 모태)의 개량형인 Runt II의 폭발실험이 있었고 이때 13.5메가톤을 기록하였다.
이 Runt II 폭발장치가 실용화된 것이 Mk24 수소폭탄이다.

## 같이 보기
- 마크 17 핵폭탄
- B41
- 리틀 보이
- 팻 맨
- 차르 봄바
- RDS-6